# R. Giskard Reventlov
R. Giskard Reventlov è un personaggio immaginario nato dalla fantasia del noto scrittore di fantascienza statunitense Isaac Asimov. È uno dei personaggi principali nelle vicende narrate in I robot dell'alba e I robot e l'Impero.

## Origine
Giskard era un robot progettato e costruito sul pianeta Aurora dal professor Han Fastolfe. A causa di alcune modifiche apportate inconsapevolmente al suo cervello da parte della figlia di Fastolfe, Vasilia, Giskard acquisì la facoltà di leggere ed influenzare le menti umane e dei robot. Sebbene usasse questa capacità secondo le Tre leggi della robotica, Giskard fece in modo tale da impedire che venisse scoperta, e solamente Elijah Baley, durante la sua investigazione sulla morte del robot umanoide Jander Panell, e Vasilia Aliena, al culmine della crisi tra Aurora e la Terra, riuscirono a dedurre la vera natura dei suoi poteri.

## Meriti
Sebbene fosse un semplice robot di metallo (e non umanoide), era il preferito dalla figlia di Fastolfe. Giskard condivideva con Fastolfe la sua visione sul futuro degli Spaziali e dei Terrestri, e fu questo ad indurlo a causare il blocco di Jander Panell quando scoprì che Kelden Amadiro lo stava segretamente interrogando nella speranza di raccogliere informazioni utili alla costruzione dei robot umanoidi. In seguito, fece in modo che le indagini sul caso fossero assegnate all'investigatore terrestre Elijah Baley. Il suo incontro col terrestre e le osservazioni che compì su di lui, convinsero Giskard che la visione di Fastolfe era quella giusta, e continuò ad usare i suoi poteri, quando necessario, per favorire l'emigrazione di massa dalla Terra che Fastolfe auspicava; Giskard inoltre si recò sulla Terra con lui e riuscì a dotare di poteri psichici alcuni dei robot terrestri per influenzare i governanti del pianeta ad avere un atteggiamento favorevole verso la colonizzazione di altri mondi. Dopo la morte di Fastolfe, Giskard e il suo vecchio amico R. Daneel Olivaw divennero proprietà di Gladia Delmarre, e al suo seguito accompagnarono il capitano D. G. Baley su Solaria, Baleyworld e sulla Terra, dove Giskard ebbe la possibilità di osservare una moltitudine di esseri umani, e sviluppare i concetti di base della psicostoria. Durante il suo soggiorno sulla Terra impedì a Kelden Amadiro di dare inizio al suo piano per la distruzione del pianeta, ma lo permise a Levular Mandamus, dopo aver valutato che una lunga e lenta morte del pianeta avrebbe favorito ancora una volta gli interessi dell'umanità spingendola verso nuovi mondi della galassia.

## Disattivazione
Dopo una lunga e dettagliata discussione con Daneel, Giskard riconobbe la necessità di una Legge zero della robotica, proposta da Daneel come risposta a quella che entrambi percepivano come una incompletezza delle tre leggi classiche. Giskard era però meno abile nel gestire i complessi concetti astratti che la Legge zero implicava, e si bloccò, in conseguenza dell'incertezza che aveva riguardo alla sua decisione di permettere la morte della Terra. Prima di bloccarsi irreparabilmente, però, riuscì a trasmettere le sue facoltà telepatiche a Daneel, affidandogli il compito di favorire in ogni modo la colonizzazione umana della galassia.